# Неумиха
Нау́миха (місцеві кажуть Науми́ха) — річка в Україні, права притока, впадає до Кривого Торця (басейн Азовського моря). Довжина 15 км. Площа водозбірного басейну 151 км². Похил 4,7 м/км. Долина коритоподібна.
Живиться за рахунок атмосферних опадів. Льодостав нестійкий (з грудня до початку березня). Використовується на сільськогосподарські потреби.
Бере початок у селі Озарянівка за каналом Сіверський Донець — Донбас. Тече із південного сходу на північний захід. Тече територією Костянтинівського району Донецької області через села Біла Гора, Олександро-Шультине. Впадає до Кривого Торця у місті Костянтинівка. Споруджено ставки.